# Marie-Barbe Antamatten
Marie-Barbe Antamatten (Saas, 1745 - Sion, 16 juli 1816) was een Zwitserse geestelijke die aan de leiding stond van het hospitaal van Sion.

## Biografie
Marie-Barbe Antamatten was een dochter van Pierre-Joseph Antamatten, een ondernemer in aardewerk die meewerkte aan de bouw van het burgerlijk hospitaal van Sion van 1763 tot 1781. In 1768 was ze werkzaam in dat hospitaal toen de hospitaaldirectie besloot om een kloosterorde op te richten die het lekenpersoneel zou moeten vervangen. Om in deze nieuwe situatie aan het werk te blijven in het hospitaal werd ze novice in een hospitaal in Doubs in Frankrijk, net over de grens met Zwitserland. In 1773 keerde ze terug naar Sion. Enkele jaren later, in maart 1779, riep de directie van het ziekenhuis van Fribourg haar hulp in. Nadat ze het hospitaal bezocht in juni 1779, zou ze zich tot 1781 in Sion toeleggen op de vorming van drie Fribourgse postulanten. Ze bleef de leiding uitoefenen over haar orde tot haar overlijden in 1816.
- Gemeinsame Normdatei: 1070961302
- Historisch woordenboek van Zwitserland: 026518
- Virtual International Authority File: 315956863